# Ave Maria (Schubert)
Ellens dritter Gesang (Ellenina treća pjesma ili Ellenina pjesma No. 3), poznatija kao (Schubertova) Ave Maria, je pjesma za sopran i klavir koju je skladao Franz Schubert prema tekstu Waltera Scotta The Lady of the Lake (Jezerska djevica), D 839, opus 52 No. 6, iz 1825. Pjesma je postala jedna od najpoznatijih Schubertovih skladbi.
Zamjenski naziv, koji je tek kasnije pridodan, nastao je jer tekst počinje s riječima "Ave Maria" ("Zdravo, Marijo") poznat iz stare latinske molitve. Kasnije se skladba pjevala i s tekstom, koji se dobro nadopunjavao na melodiju.

## Tekst
| Njemački prijevod koji je Schubert koristio Ave Maria! Jungfrau mild, Erhöre einer Jungfrau Flehen, Aus diesem Felsen starr und wild Soll mein Gebet zu dir hinwehen. Wir schlafen sicher bis zum Morgen, Ob Menschen noch so grausam sind. O Jungfrau, sieh der Jungfrau Sorgen, O Mutter, hör ein bittend Kind! Ave Maria! Ave Maria! Unbefleckt! Wenn wir auf diesen Fels hinsinken Zum Schlaf, und uns dein Schutz bedeckt Wird weich der harte Fels uns dünken. Du lächelst, Rosendüfte wehen In dieser dumpfen Felsenkluft, O Mutter, höre Kindes Flehen, O Jungfrau, eine Jungfrau ruft! Ave Maria! Ave Maria! Reine Magd! Der Erde und der Luft Dämonen, Von deines Auges Huld verjagt, Sie können hier nicht bei uns wohnen, Wir woll'n uns still dem Schicksal beugen, Da uns dein heil'ger Trost anweht; Der Jungfrau wolle hold dich neigen, Dem Kind, das für den Vater fleht. Ave Maria! | Originalni engleski tekst Waltera Scotta Ave Maria! maiden mild! Listen to a maiden's prayer! Thou canst hear though from the wild, Thou canst save amid despair. Safe may we sleep beneath thy care, Though banish'd, outcast and reviled - Maiden! hear a maiden's prayer; Mother, hear a suppliant child! Ave Maria! Ave Maria! undefiled! The flinty couch we now must share Shall seem this down of eider piled, If thy protection hover there. The murky cavern's heavy air Shall breathe of balm if thou hast smiled; Then, Maiden! hear a maiden's prayer; Mother, list a suppliant child! Ave Maria! Ave Maria! stainless styled! Foul demons of the earth and air, From this their wonted haunt exiled, Shall flee before thy presence fair. We bow us to our lot of care, Beneath thy guidance reconciled; Hear for a maid a maiden's prayer, And for a father hear a child! Ave Maria! |